# Čeminy (zámek)
Zámek Čeminy stojí v obci Čeminy, v okrese Plzeň-sever. Od roku 1964 je chráněn jako kulturní památka. Nedaleko zámku prochází červeně značená turistická trasa od Újezdu nade Mží na Kůští.

## Historie
Vesnice byla poprvé zmíněna roku 1239, ale k výstavbě tvrze, která zámku předcházela, došlo patrně až okolo roku 1554 za Ivana Podmokelského. Následovalo období častého střídání majitelů. Tvrz během třicetileté války zřejmě zpustla a byla přestavěna na skromnější zámeček. V roce 1670 odkoupil statek kladrubský klášter. Ten kromě Čemin vlastnil také statky Komberk, Město Touškov, Dobronice, Doubrava a Plešnice. Okolo roku 1700 za opata Tobiáše Holmana došlo k přestavbě tvrze na barokní zámek, který sloužil jako správní středisko těchto statků. Dnes je podoba zámku neznámá. Po zrušení kláštera v roce 1785 došlo k oddělení čeminského statku a ten spadal pod náboženský fond. V roce 1790 jej Josef II. propůjčil do nájmu Janu Erbanovi, který jej roku 1806 odkoupil. Okolo roku 1830 jej Josef Erban nechal přestavět v duchu empíru. V držení rodu zůstal statek do roku 1840, následně docházelo k častému střídání majitelů. V roce 1948 byl posledním majitelům, Mašínům, znárodněn a využívala jej správa státního statku. Nějakou dobu v něm fungovala mateřská školka, v osmdesátých letech 20. století zde sídlilo velitelství Lidových milic, které k zámku nechalo přistavět železobetonový muniční sklad. Zámek bez zájmu majitelů chátral, okolní zámecký park zpustl a změnil se ve smetiště. Zahradní kašna před průčelím pak byla v době fungování školky zasypána. V roce 1998 jej potomci původních majitelů dostali v restituci zpět, ale ještě v témže roce jej odkoupil Josef Vít, který od té doby provádí generální rekonstrukci objektu.